# Kurt Denkert
Kurt Denkert (* 23. Dezember 1929 in Lünen, Westfalen; † 11. September 2017 ebenda) war ein deutscher Verwaltungsbeamter und Politiker (SPD). Von 1962 bis 1970 und 1975 bis 1985 war er Mitglied des nordrhein-westfälischen Landtags. Von 1989 bis 1994 war Denkert Bürgermeister der Stadt Lünen.

## Leben und Beruf
Nach dem Besuch der Volksschule und der Handelsschule besuchte Denkert die Verwaltungs- und Wirtschaftsakademie in Düsseldorf, erlangte dort 1954 das Sozial-Verwaltungs-Diplom und absolvierte anschließend eine Verwaltungslehre, die er 1957 mit der ersten und 1959 mit der zweiten Verwaltungsprüfung abschloss. Er war von 1950 bis 1957 als Verwaltungsangestellter und von danach bis 1968 als Verwaltungsbeamter bei der Stadt Dortmund tätig. Von November 1968 bis zu seinem Eintritt in den Ruhestand 1975 war er Beigeordneter (Dezernent) der Stadt Lünen. Neben seiner beruflichen Tätigkeit war er seit 1946 Mitglied der Gewerkschaft Öffentliche Dienste, Transport und Verkehr (ÖTV).

## Politik
Denkert trat 1946 der SPD bei und wurde 1957 Mitglied im Ortsvereinsvorstand der SPD Lünen-Osterfeld. Er war seit 1960 Vorstandsmitglied des SPD-Stadtverbandes Lünen und wurde 1975 zu dessen Vorsitzenden gewählt. Von 1964 bis 1968 war er Mitglied im Rat der Stadt Lünen. Dem Nordrhein-Westfälischen Landtag gehörte er vom 21. Juli 1962 bis zum 25. Juli 1970 und vom 28. Mai 1975 bis zum 29. Mai 1985 an.
Denkert amtierte von 1989 bis 1994 als Bürgermeister der Stadt Lünen. Im Anschluss daran zog er sich aus der Politik zurück.